# Tự do hóa giai cấp tư sản
Tự do hóa giai cấp tư sản (giản thể: 资产阶级自由化; phồn thể: 資產階級自由化; bính âm: zīchǎn jiējí zìyóuhuà) là một thuật ngữ được Đảng Cộng sản Trung Quốc sử dụng để chỉ định hướng chính trị phổ biến của nền dân chủ đại diện phương Tây hoặc văn hóa đại chúng chính thống của phương Tây. Cuối thập niên 1980 chứng kiến việc sử dụng thuật ngữ này lần đầu tiên khi một số chiến dịch, chẳng hạn như làm sạch ô nhiễm tinh thần, chống lại chủ nghĩa tự do của giai cấp tư sản được khởi xướng kéo dài cho đến đầu thập niên 1990. Thuật ngữ này được sử dụng tích cực trong nền chính trị Trung Quốc, với Điều lệ Đảng Cộng sản nêu rõ các mục tiêu của đảng bao gồm "chống lại sự tự do hóa giai cấp tư sản" phù hợp với bốn nguyên tắc cơ bản. Theo Đảng Cộng sản Trung Quốc, khái niệm tự do hóa giai cấp tư sản lần đầu tiên được nhà lãnh đạo tối cao Đặng Tiểu Bình đề xuất vào đầu thập niên 1980.
Đặng Tiểu Bình cho rằng tự do hóa sẽ phá hủy sự ổn định chính trị và kinh tế, gây khó khăn cho sự phát triển. Ông định nghĩa ý tưởng tự do hóa là "vốn dĩ và hoàn toàn là tư bản chủ nghĩa", bác bỏ sự tồn tại của tự do hóa của giai cấp vô sản hay chủ nghĩa cộng sản, đồng thời cho rằng ý tưởng tự do hóa là cố gắng hướng họ theo hướng chủ nghĩa tự do và chủ nghĩa tư bản, do đó cần phải bị phản đối mạnh mẽ trên cơ sở chính sách thực dụng.
Do các cuộc biểu tình của sinh viên năm 1986, Hồ Diệu Bang, lúc đó là Tổng Bí thư Đảng Cộng sản Trung Quốc và là một nhà cải cách hàng đầu, đã bị Đặng Tiểu Bình ép phải từ chức vào đầu năm 1987. Những người bảo thủ cánh tả như Đặng Lực Quần và Hồ Kiều Mộc, dưới sự ủng hộ của Trần Vân và Lý Tiên Niệm (và thậm chí cả chính Đặng), tiếp tục phát động "chiến dịch chống tự do hóa giai cấp tư sản" vào năm 1987. Tuy nhiên, Triệu Tử Dương khi đó là Thủ tướng Trung Quốc, vừa kế nhiệm Hồ lên làm Tổng Bí thư và cũng là một nhà cải cách hàng đầu, cuối cùng thuyết phục được Đặng rằng phe bảo thủ cánh tả đã lợi dụng chiến dịch phản đối chương trình cải cách và mở cửa. Cuối cùng, Đặng đồng ý chấm dứt chiến dịch này vào giữa năm 1987 và ủng hộ các hình thức chính trị đang diễn ra. Năm 2018, Đảng Cộng sản dưới quyền Tổng Bí thư Tập Cận Bình đã sửa đổi quy định về xử lý kỷ luật Đảng, khai trừ đảng viên nếu họ công khai tuân thủ tự do hóa giai cấp tư sản trên mạng.